# Cratobracon gibber
Cratobracon gibber är en stekelart som först beskrevs av Günther Enderlein 1920.  Cratobracon gibber ingår i släktet Cratobracon och familjen bracksteklar. Inga underarter finns listade i Catalogue of Life.